# سیمکا اسپلاندا
سیمکا اسپلاندا (Simca Esplanada) خودرویی است که در سال‌های ۱۹۶۶ تا ۱۹۶۹تولید شده‌است. 
این خودرو در کلاس خودرو سایز بزرگ قرار گرفته، طراحی آن خودروهای موتور جلو-محور عقب بوده طول آن در حالت طبیعی ۴٬۵۲۰ میلیمتر (۱۷۸٫۰ اینچ)، عرض آن در حالت طبیعی ۱٬۷۵۰ میلیمتر (۶۸٫۹ اینچ) و ارتفاع آن در حالت طبیعی ۱٬۴۸۰ میلیمتر (۵۸٫۳ اینچ) و وزن آن در حالت طبیعی ۱٬۱۵۰ کیلوگرم (۲٬۵۴۰ پوند) است. سیستم جعبه‌دندهٔ آن ۳ دنده به دو صورت خودکار و دستی است.